# 일본 아시아 항공

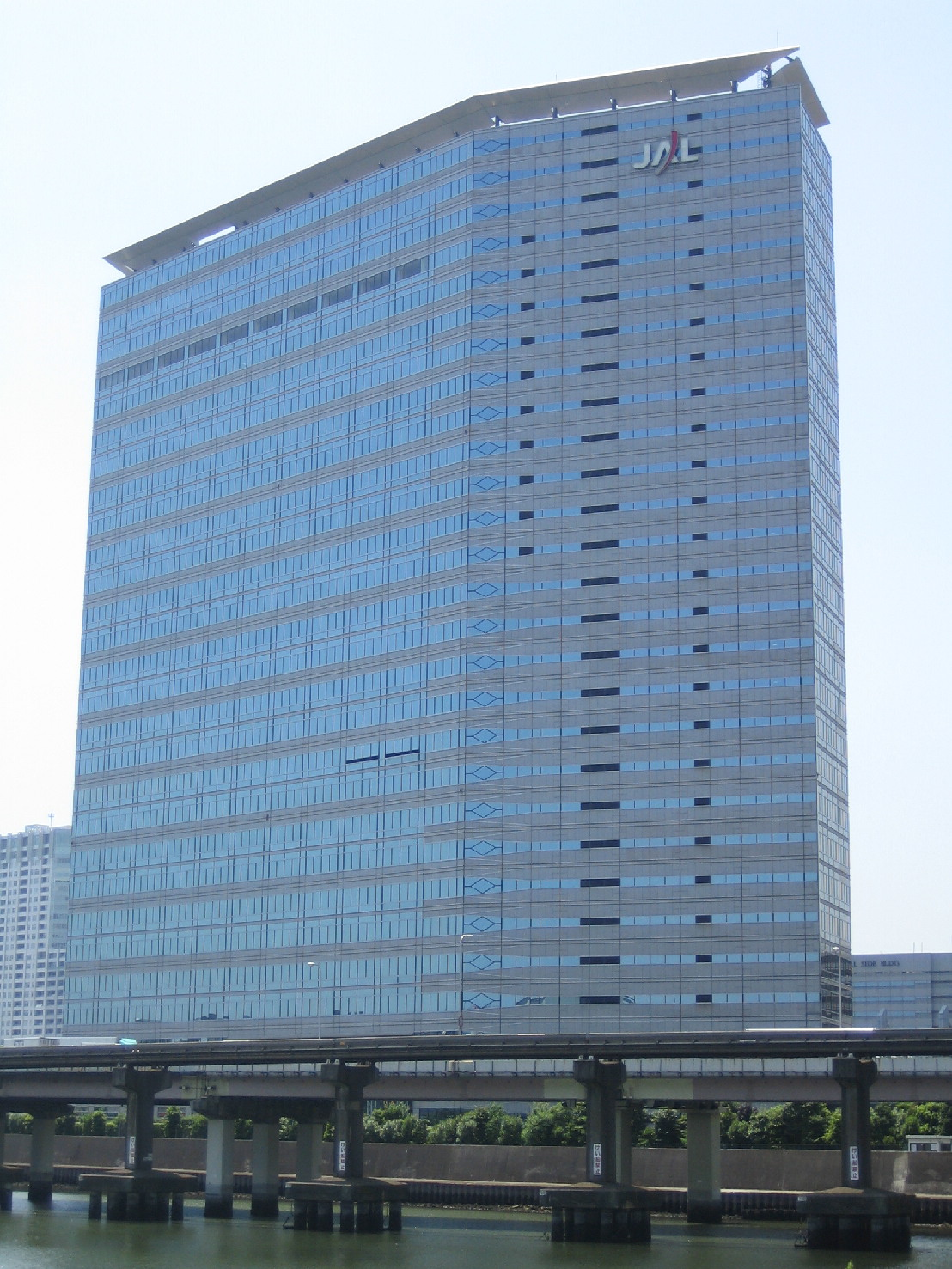
일본 아시아 항공이 모기업인 일본항공의 본사를 사용

일본 아시아 항공(일본어: 日本アジア航空 영어: Japan Asia Airways Co, Ltd.)은 1975년에 설립되어 2008년 일본항공에 합병된 일본의 과거 항공사로 허브 공항으로는 타이완 타오위안 국제공항, 간사이 국제공항, 나고야 주부 국제공항, 나리타 국제공항을 사용했으며 본사는 도쿄도 시나가와구에 위치해 있었다.

## 역사
1975년 8월 8일 설립 이래 주로 도쿄 하네다 국제공항을 거점으로 일본과 대만을 연결하는 노선에 취항이 있었으며 국제항공운송협회 (IATA) 항공사 코드는 EG이지만 IATA에 가맹하지 않았다. 
1978년 나리타 국제공항의 개항 이후 하네다 국제공항의 국제선 노선을 이전 후 운항하기 시작한 뒤 양국 간의 수송량의 증가로 맥도넬더글러스 DC-10 항공기와 보잉 747-200, 보잉 747-300 항공기를 도입했다. 
그리고 1990년대 이후에 당시 영국의 식민지였던 홍콩과 인도네시아의 덴파사르, 자카르타 노선의 운항을 시작했으며 이후 간사이 국제공항과 주부 국제공항에서 운항하는 노선을 개설했고 1992년 금융 기관 등을 대상으로 한 제삼자 할당 증자를 실시했기 때문에 일본항공 계열에서 분리되었다. 
2004년에 재팬 에어 시스템에 인수되면서 자회사로 바뀐 이후 대만에서 니치아의 약칭이 사용될 수 있었고 2008년 3월 31일 일본항공에 흡수 합병되어 사실상 소멸되고 말았으며 같은 해 4월 1일부터 일본항공 항공편으로 운항하고 있다.

## 과거 운항 노선
대만
- 타이베이 - 타이완 타오위안 국제공항 허브
- 가오슝 - 가오슝 국제공항

 일본
- 도쿄 - 나리타 국제공항 허브
- 오사카 - 간사이 국제공항 허브
- 나고야 - 주부 국제공항 허브

## 보유 기종
- 보잉 767-300 3대
- 보잉 747-300 2대
- 보잉 747-100 2대
- 보잉 747-200 1대
- 더글러스 DC-8-62H 1대
- 맥도널 더글러스 DC-10-40 3대

## 도장
- 전술한 것처럼, 대만 취항을 목표로 당초 일본항공은 다른 회사로 출범했지만, 기본적으로 항공을 본뜬 도장 디자인이었다.

설립 당시
당시 일본항공과 마찬가지로 흰색 바탕에 남색과 붉은 라인을 배치한 디자인이지만 라인 위쪽은 "Japan Asia"의 로고 가 표기되어 있었다. 수직 꼬리 날개 마크 츠루마루 대신 빨간색 동그라미에 3개의 흰 줄이 그어진 A를 연상시키는 디자인이었다.
2대째
당시 일본항공과 마찬가지 랜드의 어소 시에이츠의 회색과 빨간색 블록을 맞춘 디자인이다. 그러나 당초 설립 당시와 같이 "Japan Asia"나중에 "JAA"(중앙 A 빨간색 블록을 보류 두 A의 가로 막대가없는)의 로고에 "Japan Asia Airways"의 문자가 배치되었다. 수직 꼬리 날개의 마크는 빨간 3개의 본선만 남았지만, 크기가 약간 작아진 것이 특징이다.
3대째
당시 일본항공에서 채택된 The Arc of the Sun(태앙의 아크)의 디자인이 일본항공과 거의 구별되지 않는다. 그러나 "JAL"이 아닌 "JAA" 로고가 배치되어 "JAPAN ASIA AIRWAYS"고 옆에 표기되어 있었다.

## 사진

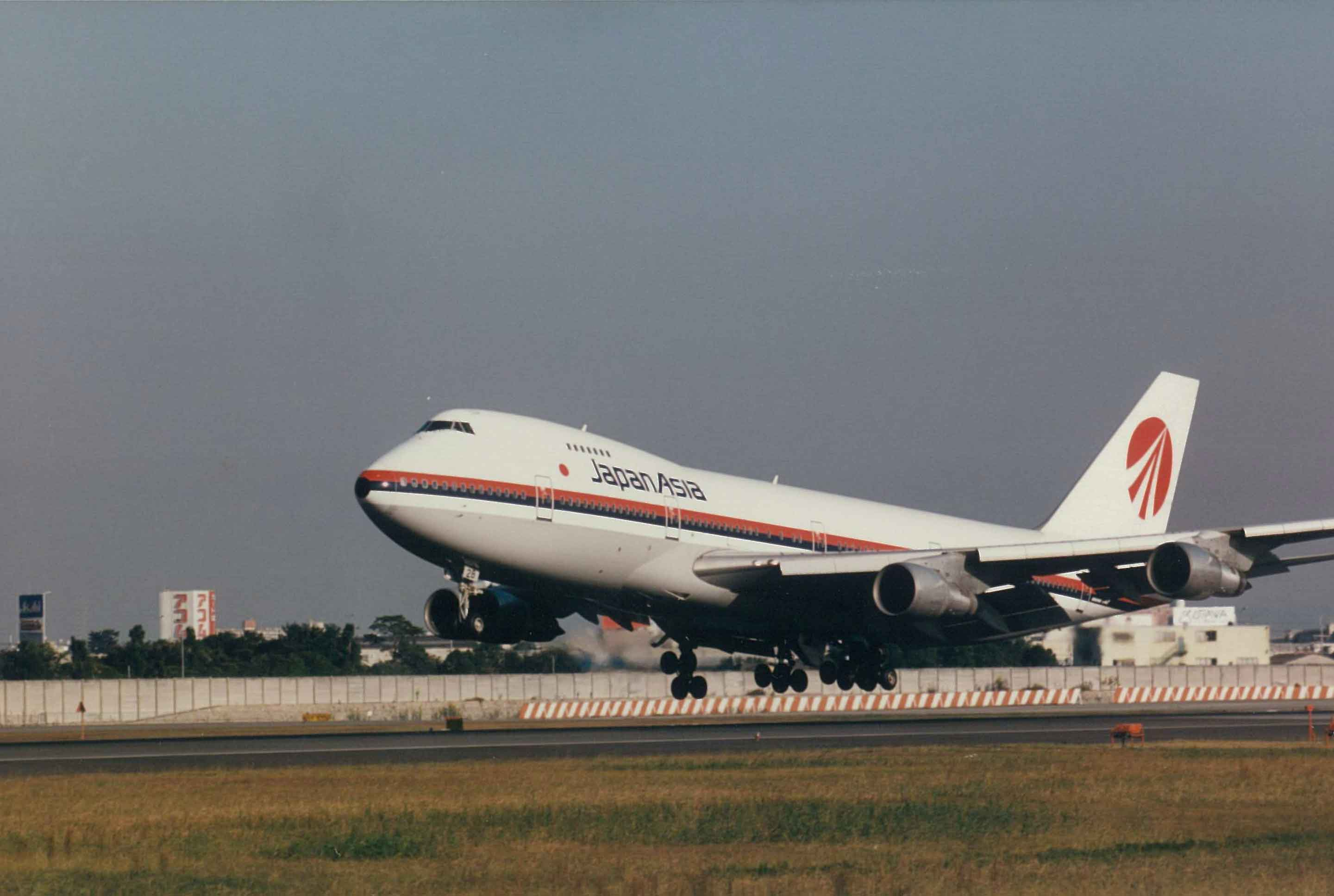
일본 아시아 항공의 보잉 747-200 (퇴역)
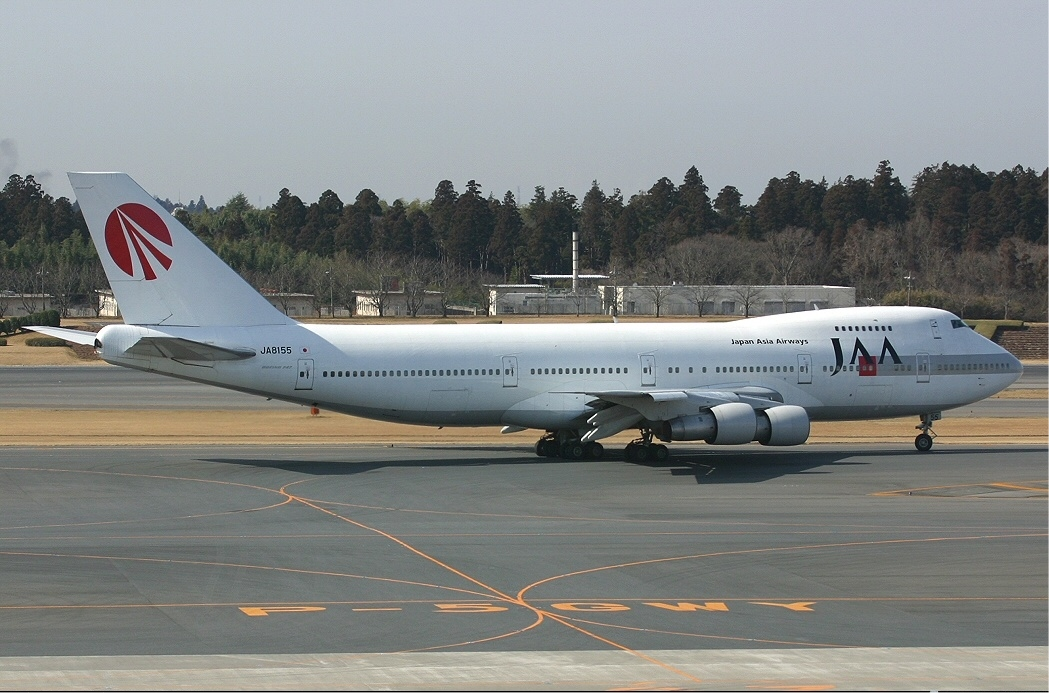
일본 아시아 항공의 보잉 747-200 (퇴역)

## 같이 보기
- 영국 아시아 항공
- KLM
- 오스트레일리아 아시아 항공